# 阿拉伯雀鯛
阿拉伯雀鯛（學名：[Pomacentrus arabicus] 错误：{{Lang}}：文本有斜体标记（帮助）），是輻鰭魚綱鱸形目雀鯛科雀鯛屬的其中一種，分布於西印度洋阿曼灣海域，深度1至6公尺，本魚體呈卵圓形且側扁，吻部圓鈍，體被櫛鱗，背鰭硬棘14枚、背鰭軟條14-15枚、臀鰭硬棘2枚、臀鰭軟條14-15枚，體長可達11公分，棲息在近海珊瑚礁區，以浮游生物為食，繁殖期時成對出現，雄魚會守護卵直到孵化，生活習性不明。